# Hervé Bourhis
Pour les articles homonymes, voir Bourhis.
Hervé Bourhis est scénariste, dessinateur de bandes dessinées et illustrateur français, né le 20 mars 1974 à Chambray-lès-Tours. Il est à la fois scénariste et dessinateur de bande dessinée, illustrateur pour la presse (Libération, Télérama, Le Monde, Spirou) et scénariste pour l'audiovisuel. Ses publications sont à la fois pour la jeunesse ou pour adultes, humoristiques ou plus politiques. Il est connu pour allier ses deux passions que sont la musique et la bande dessinée.

## Biographie
Après un bac philo et arts plastiques en 1993, un BTS de communication visuelle en 1997, il fait ses débuts professionnels comme graphiste sur internet. En 2002, il se tourne vers la Bande dessinée et publie son premier album avec le titre "Thomas ou le retour du tabou" aux Humanoides Associés, album pour lequel il recoit le prix René-Goscinny.
Depuis 2007, il publie une série de livres intitulés "Le Petit Livre..." chez Dargaud et couvrant des sujets de musique et politiques. Le premier publié est le "Petit Livre Rock" en 2007. En 2010, il publie "Le Petit Livre Beatles" puis "...la cinquième République en 2011, "45 tours rock" en 2012, "... de la Black Music" en 2016 (avec Brüno), "... French pop" en 2018 (avec Hervé Tanquerelle). En 2021, il publie chez Casterman "Le Petit Livre de l'écologie".
Hervé Bourhis est publié aussi chez Dupuis (Ingmar et Hélas avec Rudy Spiessert, Piscine Molitor avec Christian Cailleaux,, Comix Remix et Un enterrement de vie de jeune fille), chez Casterman (série le Teckel, Trump de A à Z) et, depuis 2018, chez Gallimard. Il est publié également chez Futuropolis (La main verte, et Appelle-moi Ferdinand, avec Christophe Conty et Christian Durieux) et chez Delcourt (Naguère les étoiles, tome 4, une parodie de Star Wars avec Rudy Spiessert).
Également illustrateur, il travaille pour la presse (Spirou, où il anime notamment le supplément Fuego en 2008-2009, Pilote, Magic, et pour des publications de BD indépendante (Jade, Patate douce).
Il travaille régulièrement pour différents évènements autour du rock et de la musique en général. Il a participé en janvier 2009 aux trois concerts de dessin d'Angoulême. Il participe depuis mars 2013 à la revue de bande dessinée numérique Professeur Cyclope.
Il a aussi reçu le prix Jacques-Lob en 2010, pour l'ensemble de son œuvre et le Prix Landerneau BD en 2014 pour Le Teckel paru chez Casterman.
En 2017, il est l'instigateur et le scénariste de l'album Trump de A à Z (Casterman), réalisé avec le concours de plusieurs dessinateurs, et en 2018, il publie  chez Dargaud Le Petit Livre de la French Pop en collaboration avec le dessinateur Hervé Tanquerelle ,.
En 2021, il scénarise “Retour à Liverpool”, un album en noir et blanc sur une reformation fictive des Beatles et dessiné par Julien Solé. En 2022, il réalise seul “Bouloche”, un album consacré à un auteur de bande dessinée fictif et qui est loin du succès de ses débuts. L’histoire décrit les dessous de ce métier, y compris lors du Festival d’Angoulème ,.
En 2024, il publie “Mon infractus” un album autobiographique sur un accident de santé qu’il a subi en 2022. Il fait le choix de ne pas faire un livre sur l’évènement seul mais de le replacer dans un contexte plus large, notamment sa passion pour la musique et son activité de DJ. Comme le note A.Perroud “...vous obtenez un ouvrage inclassable mêlant ode à la vie et à l’amitié, culture et conseils pour une meilleure hygiène cardiotonique. Le tout est réalisé avec ce qu’il faut d’autodérision, d’humour et toujours habitée par cette envie de raconter, peu importent les circonstances”. Il réalise aussi le scénario de la série ‘’American Parano’’ dessinée et mise en couleurs par Lucas Varela. L’histoire raconte l’enquête de Kimberley Tyler sur une série de meurtres et qui débute en 1967 à San Francisco. Les deux premiers tomes de la série forment un dyptique et le second tome a obtenu le Prix BD Polar Expérience du Festival de Bande dessinée “Quais du polar” à Lyon en 2025.  Le troisième tome est sorti en 2025.
En 2025, il publie l'album "Paul" aux éditions Casterman. L'album décrit la vie de Paul Mac Cartney juste après sa rupture avec les Beatles et sa renaissance musicale. Comme le note Vincent Brunner "Drôle et pop, cette évocation d’une superstar dépressive redémarrant de zéro a tout d’un énorme tube".

## Récompenses
- 2002 : prix René-Goscinny pour Thomas ou le retour du tabou[21],[22].
- 2010 : prix Jacques-Lob pour l'ensemble de son œuvre[23].
- 2014 : Prix Landerneau BD pour Le Teckel [23].
- 2025 : Prix BD Polar Expérience du Festival de Bande dessinée “Quais du polar” à Lyon[19].

## Publications

### One Shot
- Thomas ou Le Retour du tabou, Les Humanoïdes Associés coll. « Tohu Bohu », 104 planches, Décembre 2002
Scénario et dessin : Hervé Bourhis - Couleurs : noir & blanc -  (ISBN 2-7316-6183-6)

- Un enterrement de vie de jeune fille, Dupuis, 170 planches, octobre 2008
Scénario et dessin : Hervé Bourhis - Couleurs : Isabelle Merlet -  (ISBN 978-2-8001-4267-8)

- Appelle-moi Ferdinand, Futuropolis, 62 planches, octobre 2008
Scénario : Hervé Bourhis et Christophe Conty - Dessin et couleurs : Christian Durieux -  (ISBN 978-2-8001-4267-8)

- Piscine Molitor, Dupuis coll. « Aire libre », 70 planches, mai 2009
Scénario : Hervé Bourhis - Dessin et couleurs : Christian Cailleaux -  (ISBN 978-2-8001-4408-5)

- La Main verte, Futuropolis, 70 planches, septembre 2009
Scénario, dessin et couleurs : Hervé Bourhis -  (ISBN 978-2-7548-0275-8)

- Hélas, Dupuis coll. « Aire libre », 70 planches, janvier 2010
Scénario : Hervé Bourhis - Dessin : Rudy Spiessert - Couleurs : Mathilda -  (ISBN 978-2-8001-4408-5)

- Ramones : 18 nouvelles punk et noires, Buchet-Chastel, 2011
Scénario : Jean-Noël Levavasseur - Dessin : Hervé Bourhis

- Prévert, inventeur, Dupuis coll. « Aire libre », 70 planches, septembre 2014
Scénario : Hervé Bourhis - Dessin et couleurs : Christian Cailleaux -  (ISBN 978-2-8001-6225-6)[24]

- Juniors, Futuropolis, 88 planches, janvier 2015
Scénario : Hervé Bourhis - Dessin : Halfbob - Couleurs : noir & blanc -  (ISBN 978-2-7548-1113-2)

- #Cyberbook, l'admirable saga de l'informatique et de la culture numérique, La Revue Dessinée, 2015
Scénario : Hervé Bourhis - Dessin : Rudy Spiessert

- Retour à Biarritz, Le Monde - SNCF coll. « Les Petits Polars », 6 illustrations hors-texte, juin 2015
Scénario : Ian Manook - Dessin : Hervé Bourhis -  (ISBN 978-2-361-56208-3)

- Le Heavy Metal : de Black Sabbath au Hellfest, Le Lombard coll. « La Petite Bédéthèque des savoirs », 72 planches, mars 2016
Scénario : Jacques de Pierpont - Dessin et couleurs : Hervé Bourhis -  (ISBN 978-2-8036-3640-2)

- Jacques Prévert n'est pas un poète (édition augmentée de l'album Prévert, inventeur de 2014), Dupuis coll. « Aire Libre », 232 planches, janvier 2017
Scénario : Hervé Bourhis - Dessin et couleurs : Christian Cailleaux -  (ISBN 978-2-8001-6361-1)[25]

- Trump de A à Z, Casterman, 2017
Scénario : collectif - Dessin : Hervé Bourhis et collectif[12],[13]

- ABCD de la Typographie, Gallimard, 103 planches, octobre 2018
Scénario : David Rault - Dessin : Hervé Bourhis et collectif -  (ISBN 978-2-07-510270-4)[26]

- Team Méluche, Delcourt coll. « Pataquès », 92 planches, septembre 2018
Scénario, dessin et couleurs : Hervé Bourhis -  (ISBN 978-2-413-00923-8)

- Et nos lendemains seront radieux, Gallimard, 80 planches, avril 2019
Scénario, dessin et couleurs : Hervé Bourhis -  (ISBN 978-2-07-512361-7)

- La Maison Blanche : Histoire illustrée des présidents des USA, Casterman, 149 planches, octobre 2020
Scénario, dessin et couleurs : Hervé Bourhis -  (ISBN 978-2-203-09627-1)

- Animal Social Club, Dargaud, 120 planches, aout 2021
Scénario, dessin et couleurs : Hervé Bourhis -   (ISBN 9782205089059)

- H.O.M.E Restez chez vous, Dupuis, 55 planches, Mai 2021
Scénario : Hervé Bourhis - Dessin : Rudy Spiessert - Couleurs : Rudy Spiessert Bourhis -  (ISBN 9791034741298)

- Le labo, Dargaud, 105 planches, Janvier 2021
Scénario : Hervé Bourhis - Dessin et couleurs : Lucas Varela -  (ISBN 9782205084856)

- Retour à Liverpool , Futuropolis, 94 planches, octobre 2021
Scénario : Hervé Bourhis - Dessin : Julien Solé - Couleurs : N&B -  (ISBN 9782754824859)

- Bouloche, Expé éditions, 104 planches, Mai 2022
Scénario, dessin et couleurs : Hervé Bourhis -  (ISBN 9782493412010)

- Le Ministre et la Joconde , Casterman, 88 planches, Septembre 2022
Scénario : Hervé Bourhis, Franck Bourgeron - Dessin : Hervé Tanquerelle - Couleurs :  Isabelle Merlet -  (ISBN 9782203231627)

- Le Brit Book: 60 ans de pop culture de nos cousins British , Dargaud, 272 planches, Janvier 2023
Scénario, dessin et couleurs : Hervé Bourhis -  (ISBN 9782205206272)

- Formidable : Les années Jack Lang  , Casterman, 88 planches, Mars 2024
Scénario : Hervé Bourhis, Franck Bourgeron - Dessin et couleurs :  Dorothée de Monfreid -  (ISBN 9782203254602)

- Mon infractus (quand j’étais DJ) , Glénat collection Mille feuilles, 96 planches, Mars 2024
Scénario, dessin et couleurs : Hervé Bourhis -  (ISBN 9782344059685)

- Paul - La résurrection de Paul Mac Cartney , Casterman, 88 planches, Avril 2025
Scénario, dessin et couleurs : Hervé Bourhis -  (ISBN 9782203280984)

### Séries
| Le Stéréo Club (2004-2009) - 1 Britney forever, Dargaud coll. « Poisson Pilote », 46 planches, juin 2004 Scénario : Hervé Bourhis - Dessin et couleurs : Rudy Spiessert - (ISBN 2-205-05565-8) - 2 Chante avec moi, Dargaud coll. « Poisson Pilote », 46 planches, mars 2005 Scénario : Hervé Bourhis - Dessin et couleurs : Rudy Spiessert - (ISBN 2-205-05664-6) - 3 21 juin, Dargaud coll. « Poisson Pilote », 47 planches, juin 2006 Scénario : Hervé Bourhis - Dessin : Rudy Spiessert - Couleurs : Rudy Spiessert et Mathilda - (ISBN 2-205-05765-0) - Intégrale, Dargaud coll. « Poisson Pilote », 141 planches, février 2009 Scénario : Hervé Bourhis - Dessin : Rudy Spiessert - Couleurs : Rudy Spiessert et Mathilda - (ISBN 978-2-205-06251-9) |

| Comix Remix (2005-2012) - 1 Feu Mister Mercure, Dupuis coll. « Double Expresso », 78 planches, mai 2005 Scénario et dessin : Hervé Bourhis - Couleurs : Albertine Ralenti - (ISBN 2-8001-3721-5) - 2 La République des monstres, Dupuis coll. « Double Expresso », 78 planches, juin 2006 Scénario et dessin : Hervé Bourhis - Couleurs : Albertine Ralenti - (ISBN 2-8001-3809-2) - 3 Le Grand Exil, Dupuis coll. « Double Expresso », 78 planches, septembre 2007 Scénario et dessin : Hervé Bourhis - Couleurs : Albertine Ralenti - (ISBN 978-2-8001-3992-0) - Intégrale, Dupuis coll. « Double Expresso », 248 planches, septembre 2012 Scénario et dessin : Hervé Bourhis - Couleurs : Albertine Ralenti - (ISBN 978-2-8001-5050-5) |

| Ingmar (2006-2010) - 1 Invasions et chuchotements, Dupuis coll. « Expresso », 44 planches, février 2006 Scénario : Hervé Bourhis - Dessin : Rudy Spiessert - Couleurs : Mathilda - (ISBN 2-8001-3793-2) - 2 Crâne Noir, Dupuis coll. « Expresso », 46 planches, janvier 2007 Scénario : Hervé Bourhis - Dessin : Rudy Spiessert - Couleurs : Mathilda - (ISBN 2-8001-3919-6) - 3 L'Élixir de vieillesse, Dupuis coll. « Expresso », 54 planches, septembre 2008 Scénario : Hervé Bourhis - Dessin : Rudy Spiessert - Couleurs : Mathilda - (ISBN 978-2-8001-4025-4) - 4 Le Siège de Paris, Dupuis coll. « Expresso », 54 planches, juin 2010 Scénario : Hervé Bourhis - Dessin : Rudy Spiessert - Couleurs : Mathilda - (ISBN 978-2-8001-4444-3) - HS Little Ingmar, Dupuis, 32 planches, mini-récit publié dans Spirou no 3672 du 27 août 2008 Scénario : Hervé Bourhis - Dessin : Rudy Spiessert - Couleurs : Mathilda - (ISBN 978-2-8001-4444-3) |

| Naguère les étoiles (2010-2019) - 1 Naguère les étoiles 1, Delcourt coll. « Shampooing », 46 planches, septembre 2010 Scénario : Hervé Bourhis - Dessin : Rudy Spiessert - Couleurs : Mathilda - (ISBN 978-2-7560-1856-0) - 2 Naguère les étoiles 2, Delcourt coll. « Shampooing », 46 planches, septembre 2010 Scénario : Hervé Bourhis - Dessin : Rudy Spiessert - Couleurs : Mathilda - (ISBN 978-2-7560-2178-2) - 3 Naguère les étoiles 3, Delcourt coll. « Shampooing », 46 planches, février 2011 Scénario : Hervé Bourhis - Dessin : Rudy Spiessert - Couleurs : Mathilda - (ISBN 978-2-7560-2179-9) - Naguère les étoiles - L’Intégrale, Delcourt coll. « Shampooing », novembre 2013 Scénario : Hervé Bourhis - Dessin : Rudy Spiessert - Couleurs : Mathilda - (ISBN 978-2-7560-5024-9) - 4 Naguère les étoiles 4 - Avant Naguère, Delcourt coll. « Shampooing », 46 planches, janvier 2017 Scénario : Hervé Bourhis - Dessin : Rudy Spiessert - Couleurs : Mathilda - (ISBN 978-2-7560-8053-6) - 5 Naguère les étoiles 5 - Avant Naguère, Delcourt coll. « Shampooing », 46 planches, janvier 2018 Scénario : Hervé Bourhis - Dessin : Rudy Spiessert - Couleurs : Mathilda - (ISBN 978-2-7560-8054-3) - 6 Naguère les étoiles 6 - Avant Naguère, Delcourt coll. « Shampooing », 46 planches, mars 2019 Scénario : Hervé Bourhis - Dessin : Rudy Spiessert - Couleurs : Mathilda - (ISBN 978-2-7560-8055-0) - Naguère les étoiles - Avant Naguère - L’Intégrale, Delcourt coll. « Shampooing », 288 planches, mars 2019 Scénario : Hervé Bourhis - Dessin : Rudy Spiessert - Couleurs : Mathilda - (ISBN 978-2-413-01832-2) |

| Le Teckel (2014-2017) - 1 Le Teckel, Casterman coll. « Professeur Cyclope », 80 planches, août 2014 Scénario, dessin et couleurs : Hervé Bourhis - (ISBN 978-2-203-08968-6) - 2 Les Affaires reprennent, Casterman coll. « Professeur Cyclope », 84 planches, octobre 2015 Scénario, dessin et couleurs : Hervé Bourhis - (ISBN 978-2-203-09654-7) - 3 Votez Le Teckel, Casterman, 104 planches, janvier 2017 Scénario : Hervé Bourhis - Dessin et couleurs : Grégory Mardon - (ISBN 978-2-203-10163-0) |

| C.R.A.S.H (2016) - 1 Tsunami City, Casterman, 44 planches, mars 2016 Scénario : Hervé Bourhis - Dessin : Poipoi - Couleurs : Poipoi, Élise Dupeyrat et Isabelle Merlet - (ISBN 978-2-203-09852-7) - 2 Iceberg tropical, Casterman, 44 planches, septembre 2016 Scénario : Hervé Bourhis - Dessin et couleurs : Poipoi - (ISBN 978-2-203-09853-4) |

| Le Petit Livre (2007-2019) - Le Petit Livre rock, Dargaud, 170 planches, octobre 2007 Scénario, dessin et couleurs : Hervé Bourhis - (ISBN 978-2-205-05954-0) - Le Petit Livre rock édition augmentée du Petit Livre rock de 2007, Dargaud, 200 planches, octobre 2009 Scénario, dessin et couleurs : Hervé Bourhis - (ISBN 978-2-205-06398-1) - Le Petit Livre Beatles, Dargaud, 160 planches, novembre 2010 Scénario, dessin et couleurs : Hervé Bourhis - (ISBN 978-2-205-06349-3) - Le Petit Livre de la Cinquième République, Dargaud, 153 planches, novembre 2011 Scénario, dessin et couleurs : Hervé Bourhis - (ISBN 978-2-205-06799-6) - 45 Tours Rock, Dargaud, 46 planches, novembre 2012 Scénario, dessin et couleurs : Hervé Bourhis - (ISBN 978-2-205-07023-1) - Le Petit Livre rock édition augmentée du Petit Livre rock de 2007, Dargaud, 216 planches, mai 2013 Scénario, dessin et couleurs : Hervé Bourhis - (ISBN 978-2-205-07134-4) - Le Petit Livre de la bande dessinée, Dargaud, 193 planches, novembre 2014 Scénario, dessin et couleurs : Hervé Bourhis et Terreur Graphique - (ISBN 978-2-205-06932-7), - Le Petit Livre de la Black Music, Dargaud, 176 planches, novembre 2016 Scénario, dessin et couleurs : Hervé Bourhis et Brüno - (ISBN 978-2-205-07608-0), - Le Petit Livre French Pop, Dargaud, 244 planches, novembre 2018 Scénario : Hervé Bourhis - Dessin et couleurs : Hervé Bourhis et Hervé Tanquerelle - (ISBN 978-2-205-07862-6), - Le Petit Livre Beatles édition augmentée du Petit Livre Beatles de 2010, Dargaud, 176 planches, novembre 2019 Scénario, dessin et couleurs : Hervé Bourhis - (ISBN 978-2-205-08203-6) - Le Petit Livre de l’écologie , Casterman, 149 planches, Mai 2021 Scénario, dessin et couleurs : Hervé Bourhis - (ISBN 9782205089172) |

| American Parano (2024-) - 1 Black House, Dupuis coll. « Grand Format », 61 planches, Mars 2024 Scénario : Hervé Bourhis - Dessin et couleurs : Lucas Varela - (ISBN 9791034765850) - 2 Black House, Dupuis coll. « Grand Format », 61 planches, Août 2024 Scénario : Hervé Bourhis - Dessin et couleurs : Lucas Varela - (ISBN 9791034770298) - 3 Manhattan Trauma, Dupuis coll. « Grand Format », 61 planches, Juin 2025 Scénario : Hervé Bourhis - Dessin et couleurs : Lucas Varela - (ISBN 9782808505918) |